# Зозулині черевички справжні
Зозулині черевички справжні (Cypripedium calceolus L.) — рослина з родини зозулинцевих, або орхідних (Orchidaceae). Рідкісна рослина, що перебуває під охороною міжнародних конвенцій.

## Етимологія

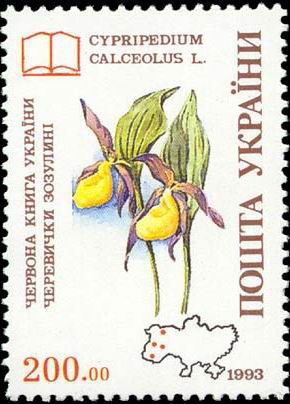
Поштова марка із серії Червона книга України

Наукова назва роду походить від грецьких слів, які в перекладі означають «черевичок Кіпріди», тобто Венери, або Афродіти — богині кохання і краси. Ці чарівні своєю неповторною, оригінальною красою квіти дещо нагадують черевички східних народів.

## Біологічний опис
Багаторічна трав'яниста рослина заввишки 25–35 см. Стебло запушене, прямостояче, рівномірно облиснене. Листки великі, еліптичні, з дещо опущеними жилками. Квітка оригінальної форми, нагадує старовинний черевичок, губа світло-жовта, здута, оточена червонуватими листочками оцвітини. Зазвичай на рослині одна квітка, рідко — дві.

## Екологія
|                                                                         |  |  |
| Пам'ятна монета НБУ номіналом 2 грн., присвячена «Зозулиним черевичкам» |  |  |

Трапляється у світлих листяних і мішаних лісах, на узліссях, по чагарниках, на вапнистих ґрунтах.
Розмножується насінням та вегетативно (за допомогою кореневищ). Перші три роки паросток розвивається під землею, отримуючи поживні речовини в результаті симбіотичних відносин із грибами. Лише на 4-й рік розвивається перший зелений листок. Квітувати у сприятливих умовах починає через 8 років після проростання насіння, частіше — через 15–17 років.
В Україні у природних умовах розростання парціальних куртин відбувається за рахунок кореневищ, які розгалужуються приблизно раз на 5-6 років. За рахунок цього відбувається збільшення кількості пагонів у складі куртини. Вони можуть взаємно перекриватись, відокремлюватись або розпадатись на декілька особин.
Утворення пагонів відбувається у квітні.
Бутони з'являються на початку травня, квітування відбувається в середині травня — на початку червня. Тривалість квітування 2–3 тижні. Квіти запилюються комахами. Запилені квітки в'януть на 2–3 день. Насіння визріває та висипається через 2–3 місяці.

## Поширення
Українські Карпати, Передкарпаття, Розточчя, Опілля, Полісся, Лісостеп, Гірський Крим. Вид поширений на Скандинавському півострові, у Центральній, Атлантичній та Східній Європі, на Уралі, у Південному Сибіру, на півдні Далекого Сходу, у Малій, Центральній (Монголія) та Східній (Китай, Японія) Азії.

## Заходи охорони

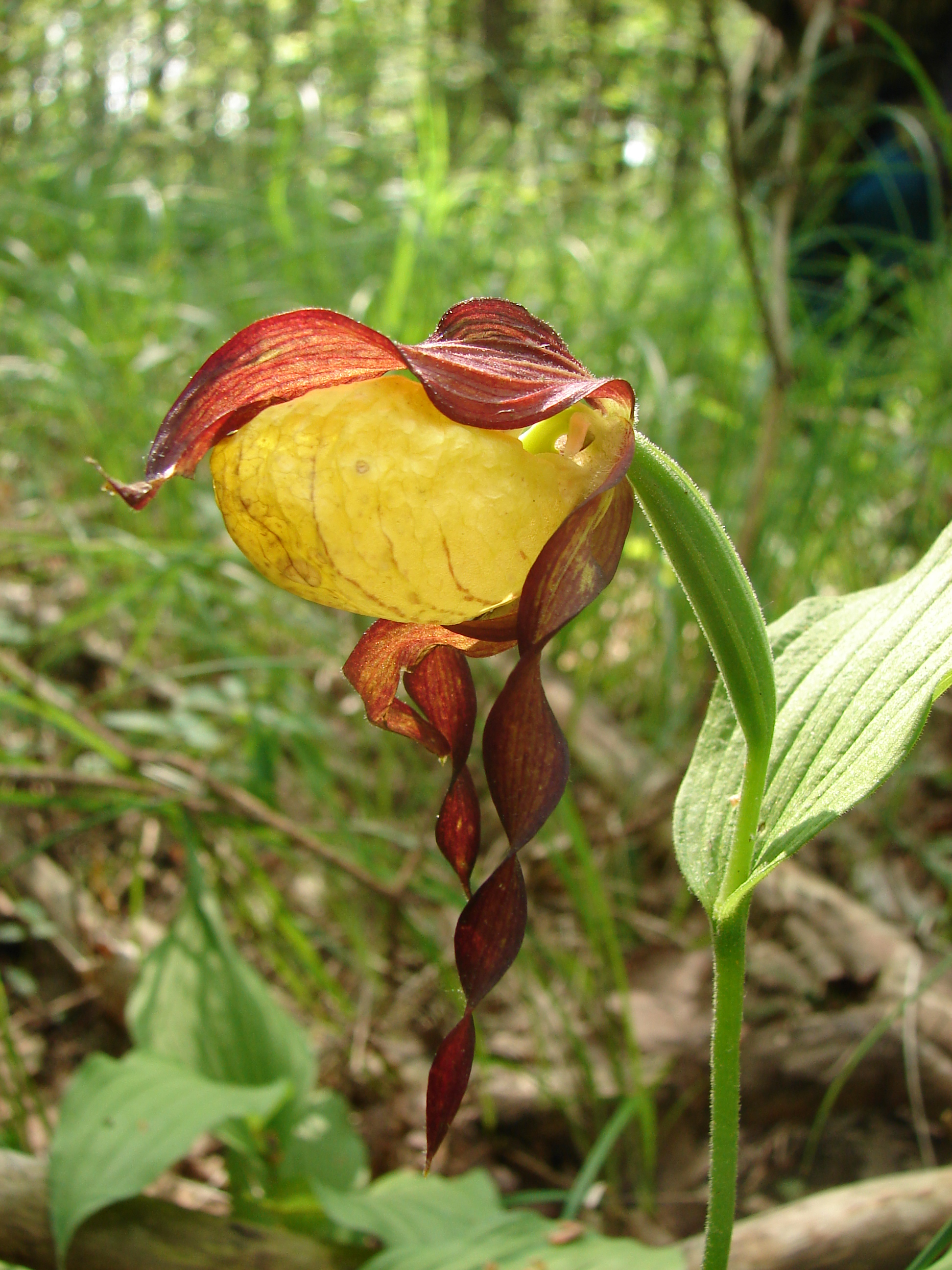
У Національному парку «Прип'ять-Стохід»

Рослина настільки рідкісна, що її називають «мрією любителів».
Дуже декоративна рослина і заслуговує широкого використання в культурі. Повсюдно потребує дуже ретельної охорони.
Вид занесений до Червоної книги України (1980), Конвенції про міжнародну торгівлю видами дикої фауни та флори, що перебувають під загрозою зникнення (1973), Резолюції 6 Бернської конвенції, для яких Україна створює Смарагдову мережу, а також до Директиви Європейського Союзу 92/43/ЄС «Про збереження природних оселищ та видів природної фауни і флори» (Додаток II. Види рослин і тварин, що становлять особливий інтерес для Європейського Союзу, збереження яких потребує створення територій особливої охорони).
В Україні охороняється в заповідниках Криму і Карпат, заказнику загальнодержавного значення Совий Яр (Хмельницька область). Вирощують у Центральному ботанічному саду НАН України (Київ). 
Для охорони необхідно контролювати стан популяцій, створити заказники в урочищі Громош та інших місцях знаходження виду.